# كينغ كونغ بوندي
كريستوفر آلان «كريس» باليس (بالإنجليزية: King Kong Bundy)‏ (7 نوفمبر 1957 - 4 مارس 2019) مصارع أمريكي محترف. عرف باسم كينغ كونغ بوندي. صارع لحساب شركة دبليو دبليو إي ما بين سنتي 1985 - 1988 ثم ما بين 1994 - 1995. اعتزل المصارعة سنة 2007.

## روابط خارجية
- كينغ كونغ بوندي على موقع دبليو دبليو إي (الإنجليزية)
- كينغ كونغ بوندي على موقع WrestlingData.com (الإنجليزية)
- كينغ كونغ بوندي على موقع CageMatch worker (الإنجليزية)
- كينغ كونغ بوندي على موقع قاعدة بيانات المصارعة على الإنترنت (الإنجليزية)
- كينغ كونغ بوندي على موقع عالم المصارعة على الإنترنت (الإنجليزية)
- كينغ كونغ بوندي على موقع عالم المصارعة على الإنترنت (الإنجليزية)
- WWE Alumni profile
- Online World of Wrestling profile
- كينغ كونغ بوندي على موقع IMDb (الإنجليزية)
- كينغ كونغ بوندي على موقع قاعدة بيانات الفيلم (الإنجليزية)